# Schedorhinotermes tiwarii
Schedorhinotermes tiwarii es una especie de termita subterránea del género Schedorhinotermes, de la familia Rhinotermitidae, orden Blattodea.

## Distribución
Se distribuye por India, en las islas de Andamán y Nicobar.

## Taxonomía
Fue descrita por Roonwal & Thakur en 1963.
Tratamiento taxonómico
La especie aparece registrada y publicada en Two new species of termites (Rhinotermitidae), Prorhinotermes shiva and Schedorhinotermes tiwarii, from the Andaman Islands (Bay of Bengal). The Indian Journal of Agricultural Science 33, 102–117.